# Cabasete

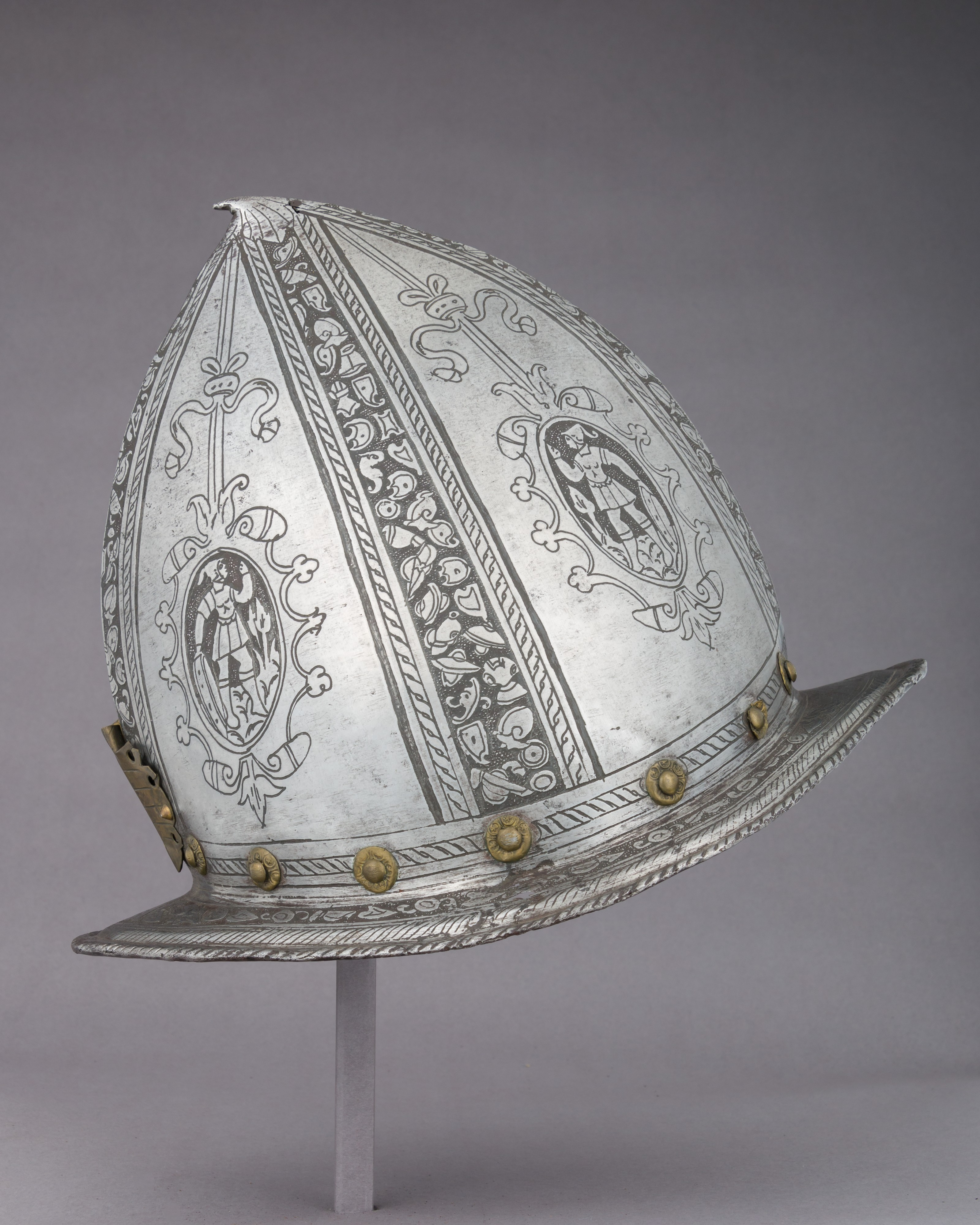
Cabasete, XVI w.

Cabasete (hiszp. capacete) – późnośredniowieczny hełm hiszpański (odmiana kapalinu), który w XVI-XVII w. wyewoluował w morion gruszkowy.